# Jan Faltýnek
Jan Faltýnek (12. dubna 1936 Ostrava – 12. prosince 1995 Praha) byl český herec, šansoniér a bavič, otec herečky Jany Malé, syn operetní zpěvačky Míly Janů a herce Arnošta Faltýnka.

## Život
Vyučil se elektrikářem, tímto řemeslem se také živil: v Krušnohorském divadle v Teplicích, kde začínal jako osvětlovač, později dělal inspicienta. Jako inspicient občas zaskakoval za zpěváky ve zdejším operetním souboru a postupně se začal prosazovat i jako výrazný komediální herec. V letech 1959 až 1962 pracoval v oblastním divadle v Příbrami, hrál i pro děti v Divadle Jiřího Wolkera (dnešní Divadlo v Dlouhé). V roce 1967 pak na popud Oldřicha Nového, který jej znal ze svého hostování v Teplicích, přešel do libeňského Divadla S. K. Neumanna (dnešní Divadlo pod Palmovkou), kde hrál své nejlepší role. Později hrál i v Městských divadlech pražských. Originální byla i jeho představení jednoho herce, která hrál v Divadle Viola.
Byl svérázným a osobitým hercem, výborným vypravěčem a bavičem. Jako zpěvák vystupoval nejen v divadle, ale i se skupinou Šanson - věc veřejná. Věnoval se také fotbalu, patřil k prvním hráčům hereckého týmu Amfora, kde hrál na pozici brankáře.

## Divadelní role (výběr)
- Osudy dobrého vojáka Švejka (titulní role), Divadlo S. K. Neumanna
- Maryša

## Film a televize
V českém filmu si zahrál řadu drobných a epizodních rolí, větší role hrával v Československé televizi, často v televizních pohádkách nebo pořadech pro děti. Zahrál si i v českých televizních seriálech.
- Drahé tety a já (policista)
- Nemocnice na kraji města (Čepelák)
- S tebou mě baví svět (taxikář)
- Chlapci a chlapi (chlap v hospodě)
- Plechová kavalérie (řidič Olda)

## Rozhlas
- satirické scénky pro estrády a silvestry
- 1988 Kocourkov (pohádka), Československý rozhlas Praha, dramatizace: Jana Dvořáková, režie: Ladislav Rybišar, role: měšťan.